# Faro Isla Chañaral
El Faro Isla Chañaral es un faro perteneciente a la red de faros de Chile. Se ubica en la Isla Chañaral, entrando en servicio en 1897.